# 아시야정
아시야정(일본어: 芦屋町 아시야마치[*])은 일본 후쿠오카현 온가군의 정으로, 온가강 하구에 위치하며 기타큐슈 도시권을 구성하는 자치체이다.
주변 지자체와 비교해 지극히 교통편이 나쁘고 2002년에 과소 지역으로 지정되었지만 최근에는 온가강 동안에서 기타큐슈시의 베드타운화가 진행되고 있다.

## 지리
온가강 하구 양안을 관할하고 서안에 정사무소 등 중심가가 있지만 이외의 서안 지역은 대부분이 항공자위대 아시야 기지의 부지와 거기에 인접하는 아시야 모터보트 경기장의 부지가 차지하고 있다. 또 온가강의 수역 면적도 넓어 실질적인 가주구역은 7.37km2로 좁다. 그 때문에 중고층 주택지구도 있고 시가지의 집적도는 인구와 비교해서 높은 편이다. 정의 북쪽은 겐카이 국립공원으로 지정되어 있는 히비키나다와 접하고 있으며 여름에는 해수욕객으로 활기찬 아시야 해수욕장 등이 있다. 겨울은 강한 북서계절풍이 불어 후쿠오카현 내에서도 바람이 강한 지역이다. 한파 때라도 강풍에 의해 거의 눈이 쌓이지 않는 지역이지만 그 대신에 폭풍과 파랑에 주의가 필요한 날도 있다.

### 인접한 자치체
- 기타큐슈시(와카마쓰구·야하타니시구)
- 온가군 오카가키정, 온가정, 미즈마키정

## 역사
지역 역사는 오래되었고 헤이안 시대 중기부터 아시야진(항구)으로 기록에 남는다. 1185년에는 겐페이 전쟁의 전장이 되었다. 에도 시대에는 운송선 도매상 등도 늘어서 활황을 나타냈다. 1939년에 일본 육군이 아시야정에 비행장을 건설했고 비행장이 전후 미군에 접수되어 미 공군 아시야 기지가 되면서 경제적인 면에서 많은 영향을 주어 지역은 활기로 가득찼다. 1961년 미군이 아시야 기지에서 철수한 후에는 철거지에 항공자위대가 이전했다.
- 1889년 4월 1일 - 온가군 아시야촌과 야마가촌이 탄생하였다.
- 1891년 6월 10일 - 아시야촌이 정으로 승격해 아시야정이 되었다.
- 1905년 11월 5일 - 온가군 야마가촌을 편입하였다.

## 교통

### 도로
- 국도 495호선

## 자매 도시
- 일본 도치기현 사노시